# Reut (Bad Tölz)

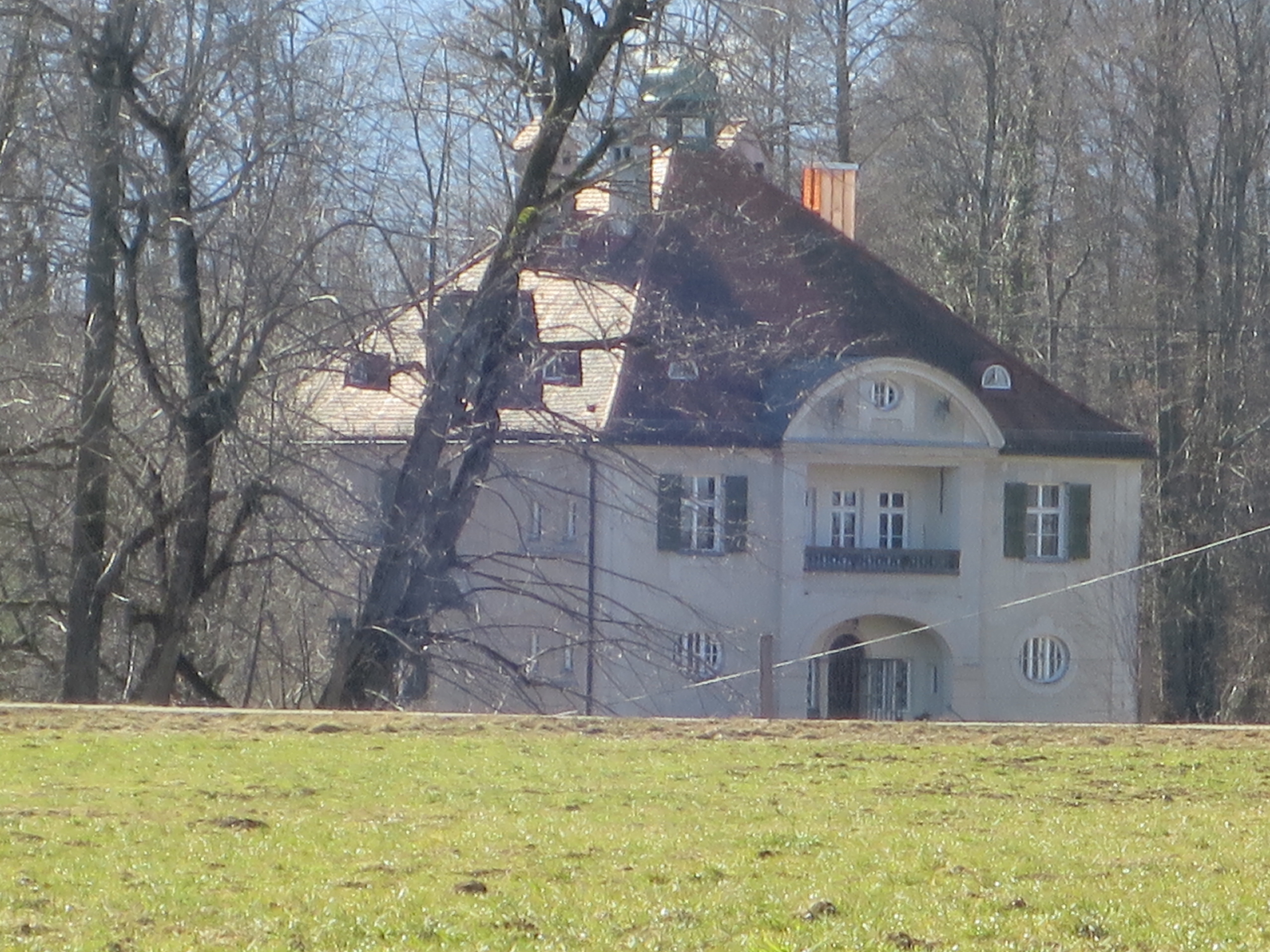
Sogenanntes Landhaus Martini

Reut ist ein Stadtteil von Bad Tölz im oberbayerischen Landkreis Bad Tölz-Wolfratshausen.

## Lage
Der Weiler liegt circa zwei Kilometer nördlich von Bad Tölz und ist über die Staatsstraße 2072 zu erreichen.

## Gemeindezugehörigkeit
Vor der Gemeindegebietsreform war Ellbach ein Ortsteil der Gemeinde Kirchbichl und wurde nach deren Auflösung am 1. Mai 1978 nach Bad Tölz eingegliedert.

## Baudenkmäler
- Landhaus Martini